# Милько, Василий Иванович
Василий Иванович Милько (18 мая 1921 — 3 февраля 1998) — советский и украинский учёный в области рентгенологии и лучевой терапии, участник Великой Отечественной войны, доктор медицинских наук, профессор, ликвидатор аварии на ЧАЭС, в 1966—1970 годах — ректор Киевского медицинского института им. А. А. Богомольца.

## Биография
Родился 18 мая 1921 года.
В 1941—1945 годах — участник Великой Отечественной войны.
В 1953 году окончил Киевский медицинский институт им. А. А. Богомольца.
В 1966— 1970 годах — ректор Киевского медицинского института им. А. А. Богомольца.
В 1966—1990 годах — заведующий кафедрой рентгенологии Киевского медицинского института им. А. А. Богомольца. Много сделал для организации технического оснащения кафедры и радиологической лаборатории.
Умер 3 февраля 1998 года. Похоронен на Байковом кладбище (участок 49а).

## Научная деятельность
Автор научных трудов:
- "Руководство по клинической радиологии " В. И. Милько и Н. Ф. Назимок (1966);
- «Пособие по рентгендиагностике» В. И. Милько, А. П. Лазаря, Н. Н. Поповой и Л. Триумфовой (1968);
- учебник «Медицинская радиология» В. И. Милько, А. П. Лазаря и Н. Ф. Назимок (1978, 1980);
- учебник «Рентгенология» под редакцией В. И. Милько (1983);
- «Учебное пособие по рентгеноанатомии» В. И. Милько, И. И. Бобрика, Т. В. Топчий и др (1989);
- соавтор монографии «Коронарное кровообращение и экспериментальный инфаркт миокарда» (1962, вместе с В. В. Фролькисом, К. И. Кульчицким и У. А. Кузьминской);
- книга «Радионуклидная диагностика (оценка эффективности лечения некоторых заболеваний)» под редакцией В. И. Милько и Е. Г. Матвиенко (1991).

## Награды
- Государственная премия УССР в области науки и техники (1986).
- Орден Ленина.
- Орден Красной Звезды.
- Орден Отечественной войны II степени.
- Орден Трудового Красного Знамени.
- Орден Знак Почёта.
- Грамота Верховной Рады Украинской ССР (1982).
- Медали.